# Эмотикон

Графическое представление эмотикона

Эмо́тикон (англ. emoticon, emotion icon — иконка с эмоцией), эмотико́нка, эмоцико́нка — пиктограмма, изображающая эмоцию; чаще всего составляется из типографских знаков.
Особое распространение получил в Интернете и SMS (и прочих текстовых сообщениях), однако в последнее время используется повсеместно. В повседневной русской речи обычно называются «смайликами» независимо от выражения (хотя фактически слово «смайлик» имеет иное значение). Эмотиконы обозначают интернациональные понятия, поэтому они не воспроизводят текущую речь, не отображают грамматических, фонетических и др. особенностей естественного языка. Эмотиконы можно отнести к паралингвистическим средствам письменной коммуникации, или к таким средствам, которые не являются речевыми единицами, но сопутствуют последним с целью уточнения, конкретизации смысла основного сообщения. Эмотиконы предназначены для того, чтобы более богато и разнообразно дополнять смысл высказывания, уточнять его экспрессивно-интонационную окраску. При общении в рунете они используются, как правило, попутно с кириллической графикой, включены непосредственно в структуру высказывания, отделяются от единиц высказывания пробелами (кроме простой скобки) или запятыми. В отличие от эмодзи, созданных в конце 1990-х японской коммуникационной компанией NTT DoCoMo, эмотиконы возникли как средство изображения эмоций существующими типографическими средствами по инициативе пользователей. Тем не менее, некоторые эмодзи, обозначающие лица, относят к эмотиконам.

## История
Алфавитная система письма располагает ограниченным набором собственно графических средств обозначения экспрессии — только вопросительным (?) и восклицательным (!) знаками. Смысловой потенциал этих знаков сводится к уточнению интонационной окраски сообщения. Эти знаки неспособны передавать человеческие эмоции во всем их разнообразии. Более совершенным графическим средством отображения эмоционального настроя собеседника являются смайлики.
Ещё в 1969 году Владимир Набоков в одном из своих интервью [lib.ru/NABOKOW/Inter11.txt упоминал] о том, что сто́ит создать специальный знак пунктуации для графического отображения эмоций:

Мне часто приходит на ум, что надо придумать какой-нибудь типографический знак, обозначающий улыбку, — какую-нибудь закорючку или упавшую навзничь скобку, которой я бы мог сопроводить ответ на ваш вопрос.
Оригинальный текст (англ.)I often think there should exist a special typographical sign for a smile — some sort of concave mark, a supine round bracket, which I would now like to trace in reply to your question.

Однако Скотт Фалман (англ. Scott E. Fahlman) 19 сентября 1982 года первым в мире предложил смайлик в том виде, в котором он популярен сейчас, в переписке:

Предлагаю использовать вот такую последовательность символов для обозначения шутливых сообщений: :-)
Читать следует сбоку. На самом деле, учитывая нынешние события, более уместно выделять сообщения, которые шутками НЕ являются. Для этого используйте :-(
Оригинальный текст (англ.)I propose that the following character sequence for joke markers: :-)

Read it sideways. Actually, it is probably more economical to mark things that are NOT jokes, given current trends. For this, use :-(

## Другие графические средства обозначения эмоций
Существует мнение, что ещё до широкого распространения смайлика для обозначения шутки использовали знак #, по аналогии с зубами, которые видно при улыбке.
Также ещё в 1972 пользователи системы PLATO могли использовать специальные символы для обозначения эмоций в виде маленьких квадратных лиц. Однако независимость от используемого шрифта и кодировки была несомненным преимуществом смайлика типа :-) .
В Юникоде есть символы для обозначения эмоций: ☹ (U+2639), ☺ (U+263A) и ☻ (U+263B). С распространением Юникода люди стали находить похожие на улыбку символы в восточных алфавитах — например, ಠ_ಠ (каннада), シ и ッ (катакана) или ت (арабский алфавит).
Также в Юникоде есть блок «Эмотиконы» (1F600—1F64F), предназначенный для выражения эмоций.
Американский художник Харви Болл в декабре 1963 года первым создал графическое изображение улыбки в виде двух точек и дуги в жёлтом круге. Представители страховой компании State Mutual Life Assurance Cos. of America обратились к художнику, и тот нарисовал им первую фирменную «улыбку». Первая серия смайликов вышла в качестве жёлтых значков, которые были подарены служащим и клиентам компании. Логотип имел успех, значков наштамповали более 10 тысяч. А в 1970-х к графическому изображению добавился такой же оптимистичный слоган «Have a Happy Day!» («Счастливого дня!»).

## Виды смайликов
Смайлики — динамично развивающаяся система, и поэтому они не имеют устойчивого, раз и навсегда принятого набора знаков. Объединяет все существующие в сети интернет смайлики их общее функциональное назначение — устанавливать и поддерживать контакт с собеседником, более точно и конкретно выражать своё эмоциональное состояние. Гораздо реже смайлики служат для обозначения различных понятий, абстрактных или конкретных объектов, действий и состояний человека. Такие смайлики принято называть смысловыми.

### Классические смайлики
Особенность классических смайликов — в горизонтальном расположении вертикальных зон лица и тела. Эти смайлики обозначают эмоции, мимику, жесты, действия и состояния человека, а также различных персонажей.
| Эмоциональные смайлики               | Эмоциональные смайлики                                                         |
| Запись                               | Эмоция или состояние                                                           |
| ------------------------------------ | ------------------------------------------------------------------------------ |
| :-) =) :)                            | улыбка, радость                                                                |
| :-( =( :(                            | грусть, печаль                                                                 |
| :-\| ._. -_-                         | задумчивость или нейтральность                                                 |
| :-D :D                               | смех                                                                           |
| *О* *_* **                           | восхищение                                                                     |
| XD xD                                | смех с зажмуренными глазами                                                    |
| :-C :C                               | сильное огорчение                                                              |
| :-/ :-\                              | недовольство, озадаченность или обида                                          |
| :-0 :O O:                            | удивление (открытый рот)                                                       |
| о_О oO o.O OwO                       | удивление                                                                      |
| о///O                                | сильный румянец                                                                |
| :-e                                  | разочарование                                                                  |
| 8-O =-O                              | сильное удивление (открытый рот, расширенные глаза)                            |
| :-[ ]                                | сильное удивление (отвисшая челюсть)                                           |
| :-[                                  | смущение                                                                       |
| %0                                   | сбитость с толку                                                               |
| >:-D                                 | злорадный смех                                                                 |
| }:-> ]:->                            | коварная улыбка                                                                |
| :'-) :'-D                            | сильный смех, смех до слёз                                                     |
| D-:                                  | сильная злость, разгневанность                                                 |
| :^)                                  | Ехидная улыбка                                                                 |
| (͡° ͜ʖ ͡°)                              | юмор, сарказм                                                                  |
| :-Q :-~                              | курящий сигарету                                                               |
| Действия                             |                                                                                |
| Запись                               | Действие                                                                       |
| o/ 0/ O/                             | Прощаться                                                                      |
| ;-) ;)                               | подмигивать                                                                    |
| :-P :-p :-Ъ                          | показывать язык                                                                |
| :-*                                  | целовать                                                                       |
| {}                                   | объятия, обнимашки (обнимающие руки)                                           |
| :-{}                                 | страстный поцелуй                                                              |
| ;( :_( :~( :'( :*(                   | плакать                                                                        |
| :-@                                  | кричать в гневе                                                                |
| :-X                                  | держать рот на замке                                                           |
| :-!                                  | тошнота, отвращение                                                            |
| Персонажи                            |                                                                                |
| Запись                               | Персонаж                                                                       |
| 8-) B-)                              | человек в очках                                                                |
| ?:                                   | Элвис Пресли                                                                   |
| ?:-0                                 | Элвис Пресли поёт                                                              |
| O:-)                                 | ангел                                                                          |
| %)                                   | сумасшедший (косые глаза и нос)                                                |
| {:€ :E (;,;)                         | Ктулху                                                                         |
| ГгY \o/                              | Медвед или «Превед!»                                                           |
| :3                                   | Кона-тян                                                                       |
| :-E *,..,*                           | оскаленный вампир                                                              |
| :-F                                  | оскаленный вампир без одного клыка                                             |
| ::-)                                 | мутант или пришелец (c четырьмя глазами)                                       |
| [:]                                  | робот                                                                          |
| -=<:-)                               | волшебник                                                                      |
| ,’-/ <\|-)                           | китаец                                                                         |
| о-) О-)                              | циклоп                                                                         |
| :-][                                 | череп                                                                          |
| :-? :-~                              | человек, курящий трубку или сигарету                                           |
| Э:-) 3:-)                            | олень                                                                          |
| *:O)                                 | клоун                                                                          |
| :*)                                  | пьяный, смущённый, покраснел                                                   |
| (_8(I)                               | Гомер Симпсон                                                                  |
| \[T]/                                | Солер исполняет жест "Восславь Солнце" (мем из игры Dark Souls)                |
| Прочее                               |                                                                                |
| Запись                               | Описание                                                                       |
| <3                                   | сердце                                                                         |
| =3 :3                                | морда кошки (использовать с осторожностью из-за неоднозначности представления) |
| @}->-- @}~>~~ @-'-,'-,---            | цветок, роза                                                                   |
| \m/ \m/_                             | коза (жест)                                                                    |
| [:\|\|\|:] [:]/\/\/\[:] [:]\|\|\|[:] | баян (обычно как жаргонизм, означающий «бородатую» шутку)                      |
| (.)(.) (.Y.)                         | женская грудь                                                                  |
| (_!_)                                | ягодицы                                                                        |
| /:-( /:-]                            | «едет крыша»                                                                   |
| 8==>                                 | мужской пенис                                                                  |
| >(///)<                              | Конфета                                                                        |

Часто символ носа «-» не печатают для простоты набора. Например, печатают просто :) или :(.
С середины 90-х вместо двоеточия часто используют знак равенства, то есть =) вместо :) Это символизирует «широко раскрытые глаза», как в мультфильмах или в психоделическом смысле. «Нос», как правило, при этом не ставят. Иногда смайлы используются также глазами в другую сторону, например (-: или ):. Смысл таких смайлов не меняется.
В чатах часто встречаются использование только символа, обозначающего рот: ), (, D.[прояснить] Кроме того, нередко этот символ повторяется: )))), (((((, DDDDD. Количество знаков при этом соответствует силе эмоции. Иногда повторы могут быть и использованием более полной версии смайлика, например: :))), :-))).
Кроме того, в конференциях, форумах, чатах и т. п. можно встретить смайлоподобные сочетания символов, которые обычно заменяются на картинки (графические смайлики), например, :lol: (англ. laughing out loud — громко смеяться). Также есть такое сочетание, как «хех», что образовано от «ха-ха».

### Азиатские смайлики
В Восточной Азии принят другой стиль эмотиконов — каомодзи (яп. 顔文字), который можно понять, не поворачивая их.
Смайлики каомодзи схематически изображают эмоции, жесты, мимику не по образцу реальных человеческих прототипов, а ориентируясь на образы, взятые из аниме и манги. Например:
| Эмоциональные смайлики                      | Эмоциональные смайлики                     |
| Запись                                      | Эмоция или состояние                       |
| ------------------------------------------- | ------------------------------------------ |
| (n_n)                                       | улыбка                                     |
| (^_^)                                       | улыбка, радость, счастье, каваий           |
| (<_>) (v_v)                                 | грусть                                     |
| (^ ^)                                       | улыбка через силу                          |
| (>_<)                                       | усталость или категоричность               |
| (>_>) (<_<)                                 | скептичность                               |
| (-_-") (-_-v)                               | сконфуженность                             |
| ^_^"                                        | смущённость                                |
| *^_^*                                       | смущённость с покраснением                 |
| (-_-#) (-_-¤) (-_-+)                        | ярость                                     |
| (o_o)                                       | удивление                                  |
| (0_0)                                       | сильное удивление                          |
| (O_o) (o_O)                                 | очень сильное удивление (глаза перекосило) |
| (V_v)                                       | неприятное удивление                       |
| (@_@)                                       | сильное удивление                          |
| (%_%)                                       | усталость глаз                             |
| (u_u)                                       | депрессия                                  |
| (>x<!)                                      | черт!                                      |
| 8(>_<)8                                     | ревнивый                                   |
| (>>)                                        | косой взгляд, недоверие                    |
| (0_<)                                       | нервный тик                                |
| (*_*)                                       | восхищение                                 |
| -__-                                        | флегматичность или «м-да-а-а-а…»           |
| (9_9)                                       | не спал всю ночь                           |
| =__=                                        | сонный или «достали…»                      |
| (-.-)Zzz. (-_-)Zzz.                         | спящий                                     |
| (-_-;)                                      | болезненность                              |
| (Х_х) (+_+) (х_х)                           | труп                                       |
| Действия                                    |                                            |
| Запись                                      | Действие                                   |
| (^_~) (^_-)                                 | подмигивать                                |
| (;_;) (T_T) (TT.TT) (ToT) Q__Q              | плакать                                    |
| \..\ ^_^ /../ \,,\ *_* /,,/                 | Показывать «козу» (жест)                   |
| Персонажи                                   |                                            |
| Запись                                      | Персонаж                                   |
| ^__^                                        | Харухи                                     |
| (=^.^=) (^_^) (^•ω•^)∫)                     | кошка (см. также ня, девушка-кошка)        |
| (O,o)                                       | сова                                       |
| ,___, [O.o] - O RLY? /)__) -"--"-           | O RLY? (сова)                              |
| ^..^                                        | свинья                                     |
| ///_Т T_\\\ ///_^ ^_\\\                     | эмо-кид                                    |
| ^_T                                         | представитель Триады                       |
| ("\(о_О)/")                                 | Медвед или «Превед!»                       |
| (\_/) (\(\ (O.o) (';') (> <) ((")(") /_\|_\ | заяц                                       |
| (jIj) (;,;) (o,.,O) Y(O,,,,O)Y              | Ктулху                                     |
| (^>,<^)                                     | енот (другое усатое животное)              |
| Прочее                                      |                                            |
| Запись                                      | Описание                                   |
| (^3^)                                       | любовь                                     |
| ^}{^                                        | поцелуй                                    |
| =X=                                         | рукопожатие                                |
| @-_-@                                       | овен, баран                                |
| (-(-_(-_-(О_о)-_-)_-)-)                     | некто проснулся в метро                    |
| (x(x_(x_x(О_о)x_x)_x)x)                     | живой среди зомби                          |

### Эмотиконы в стиле2channel
На японском форуме 2channel используются азиатские эмотиконы более уникального вида, иногда в виде ASCII-арта на 2-3 строчки.
| Запись                                                   | Эмоция или состояние                                                                                |
| -------------------------------------------------------- | --------------------------------------------------------------------------------------------------- |
| m9(^Д^)                                                  | издевательский смех                                                                                 |
| m(_ _)m                                                  | коутоу в знак уважения, либо догэдза для извинения                                                  |
| (´･ω･`)                                                  | ощущение себя проигнорированным или маловажным                                                      |
| <`∀´> или <丶｀∀´>                                       | стереотипный корейский персонаж (Nidā)                                                              |
| ［ (★) ］ <丶´Д｀>                                       | стереотипный северокорейский персонаж (Kigā)                                                        |
| ∧＿∧ （ ；´Д｀）                                         | стереотипный японский персонаж (Monā)                                                               |
| ∧∧ ／ 中＼ （ ｀ハ´）                                    | стереотипный китайский персонаж (Sinā)                                                              |
| ∧∧ ／ 台＼ （ ＾∀＾）                                    | стереотипный тайваньский персонаж (Wanā)                                                            |
| ∧∧ ／ 越 ＼ （ ・∀・ ）                                  | стереотипный вьетнамский персонаж (Venā)                                                            |
| γ~三ヽ (三彡０ﾐ) （ ´∀｀）                               | стереотипный индийский персонаж (Monastē)                                                           |
| \|￣￣\| ＿☆☆☆＿ （ ´_⊃｀）                              | стереотипный американский персонаж (Samū)                                                           |
| ┏━┓ ━━━━━━ ﾐΘc_Θ-ﾐ                                       | стереотипный еврейский персонаж (Yudā)                                                              |
| ＿＿ │〓.│ ━━━━━ ﾐ ´_＞｀）                              | стереотипный английский персонаж (Jakū)                                                             |
| ____ （〓__＞ ξ ・_>・）                                 | стереотипный французский персонаж (Torirī)                                                          |
| _、,_ ﾐ _⊃）                                             | стереотипный немецкий персонаж (Gerumandamu)                                                        |
| ≡≡彡 彡 ´_)｀ ）                                         | стереотипный австрийский персонаж (Osutō)                                                           |
| ,,,,,,,,,,,,, ﾐ;;;,,,,,,,ﾐ （ ｀_っ´）                   | стереотипный русский персонаж (Rosukī)                                                              |
| _γ⌒ヽ_ lXXXXXXXXl （ ´ｍ｀）                             | стереотипный мексиканский персонаж (Amīgo)                                                          |
| _ <(o0o)> (>ミ — ミ)>                                    | стереотипный персидский персонаж (jujø)                                                             |
| (`･ω･´)                                                  | наглость, самоуверенность                                                                           |
| ＿\|￣\|○                                                | сдаваться                                                                                           |
| (｀-´)>                                                  | приветствие                                                                                         |
| (´；ω；`)                                                | ужасно грустно                                                                                      |
| ヽ(´ー｀)ﾉ                                               | покой в душе                                                                                        |
| ヽ(`Д´)ﾉ                                                 | раздражение                                                                                         |
| (＃ﾟДﾟ)                                                  | ярость                                                                                              |
| （ ´Д｀）                                                | крик или глубокое дыхание                                                                           |
| （ ﾟДﾟ）                                                 | удивление или крикливый тон                                                                         |
| ┐('～`；)┌                                               | «не знаю ответа»                                                                                    |
| （´∀｀）                                                 | беззаботность                                                                                       |
| （ ´_ゝ`）                                               | безразличие                                                                                         |
| Σ(゜д゜;)                                                | шок                                                                                                 |
| (ﾟヮﾟ)                                                   | счастье, приподнятое настроение                                                                     |
| キタ━━━(゜∀゜)━━━!!!!!                                   | жаргонное выражение «Kita!» Общее выражение волнения, когда что-то появилось, или случилось.        |
| ｷﾀﾜァ*･゜ﾟ･*:.｡..｡.:*･゜(n‘∀‘)ηﾟ･*:.｡. .｡.:*･゜ﾟ･* !!!!! | девчачья версия «Kita!».                                                                            |
| ⊂二二二（ ＾ω＾）二⊃                                     | «Bu-n», более чем безразличное выражение, с вытянутыми руками во время бега/парения                 |
| (*´Д`)ﾊｧﾊｧ                                               | эротическое волнение, haa haa                                                                       |
| ( ´Д｀)ﾉ(´･ω･`) ﾅﾃﾞﾅﾃﾞ                                   | похлопывание, nade nade                                                                             |
| ((((；ﾟДﾟ)))                                             | пугающее лицо, либо испуг                                                                           |
| Σ(ﾟДﾟ)                                                   | удивление                                                                                           |
| (´∀｀)σ)∀`)                                              | тыкать кому-то в щеку                                                                               |
| （・∀・ ）ヾ(- -；)コラコラ                              | ругательство «ух я тебе покажу!»                                                                    |
| (ﾟдﾟ)                                                    | изумлённость                                                                                        |
| (´ー`)y-~~                                               | курение                                                                                             |
| （ ^_^）o自自o（^_^ ）                                   | тост                                                                                                |
| m9(・∀・)                                                | вспышка интуиции                                                                                    |
| ヽ(´ー`)人(´∇｀)人(`Д´)ノ                                | дружелюбие                                                                                          |
| ('A`)                                                    | одиночество                                                                                         |
| （ ´,_ゝ`)                                               | депрессия, безразличная неудовлетворённость                                                         |
| （´-`）.｡oO(…)                                           | процесс мышления                                                                                    |
| (ﾟДﾟ;≡;ﾟДﾟ)                                              | невнимательность                                                                                    |
| (´д)ﾋｿ(´Д｀)ﾋｿ(Д｀)                                      | шёпот                                                                                               |
| （･∀･)つ⑩                                                | подаёт деньги                                                                                       |
| ⊂（ﾟДﾟ⊂⌒｀つ≡≡≡(´⌒;;;≡≡≡                                 | скольжение на животе                                                                                |
| (ﾟдﾟ)                                                    | непредвиденность                                                                                    |
| (ﾟ⊿ﾟ)                                                    | «мне оно не нужно»                                                                                  |
| щ(ﾟДﾟщ)(屮ﾟДﾟ)屮                                         | «ну давай»                                                                                          |
| （・∀・）                                                | высмеивание, «хорошо»                                                                               |
| （・Ａ・）                                               | «это плохо»                                                                                         |
| (ﾟ∀ﾟ)                                                    | дурашливость, ребячество, «A-HYA!»                                                                  |
| （ つ Д ｀）                                             | грусть                                                                                              |
| エェェ(´д｀)ェェエ                                       | «неубедительно»                                                                                     |
| (￣ー￣)                                                 | ухмылка, покемон Snorlax                                                                            |
| (ﾟ∀ﾟ)ｱﾊﾊ八八ﾉヽﾉヽﾉヽﾉ ＼ / ＼/ ＼                       | злобный смех (буквально ахахаХАХА…)                                                                 |
| [ﾟдﾟ]                                                    | Deflagged                                                                                           |
| ♪┏(・o･)┛♪┗ (･o･) ┓♪┏ () ┛♪┗ (･o･) ┓♪┏(･o･)┛♪            | счастье, танец под музыку                                                                           |
| d(*⌒▽⌒*)b                                                | счастливое выражение                                                                                |
| ＿\|￣\|○, STO или OTZ или OTL                           | отчаяние. «O» или «o» изображает голову на земле, «T» форму туловища и «S» или «Z» изображает ноги. |
| (╬ ಠ益ಠ)                                                 | сильнейшее отвращение, изображает перекошенную гримасу                                              |
| (≧ロ≦)                                                   | крик                                                                                                |
| (ΘεΘ;)                                                   | делает вид, что не замечает, спит от скуки                                                          |
| お(^o^)や(^O^)す(^｡^)みぃ(^-^)ﾉﾞ                         | кана «о я су ми», «спокойной ночи»                                                                  |
| (*ﾟﾉOﾟ)<ｵｵｵｵｫｫｫｫｫｫｫｰｰｰｰｰｲ!                               | крик                                                                                                |
| ＼\| ￣ヘ￣\|／＿＿＿＿＿＿＿θ☆(*o*)/                    | пинок                                                                                               |
| （‐＾▽＾‐）オーホッホ                                    | хихиканье                                                                                           |
| ┌(；`～,)┐                                               | смущение, недоумение                                                                                |
| ε=ε=ε=┌(;*´Д`)ﾉ                                          | бег                                                                                                 |
| ヽ(´▽`)/                                                 | счастье                                                                                             |
| ^ㅂ^                                                     | счастье                                                                                             |
| (l’o’l)                                                  | шок                                                                                                 |
| ヽ(ｏ`皿′ｏ)ﾉ                                            | гнев                                                                                                |
| o/ o_ o/ o_                                              | «Оно здесь»                                                                                         |
| (☞ﾟヮﾟ)☞ или ☜(ﾟヮﾟ☜)                                    | «Сделай это»                                                                                        |
| ☜(⌒▽⌒)☞                                                  | ангел                                                                                               |

### Графические эмотиконы
В 1997 году генеральный директор компании Smiley Николя Лауфрани, обратив внимание на возросшее использование ASCII-эмотиконов в мобильных технологиях, начал экспериментировать с анимированными смайликами с целью создания красочных значков, которые соответствовали бы изначально существовавшим ASCII-эмотиконам, состоявшим из простых знаков препинания, чтобы усовершенствовать их для более интерактивного использования в цифровом общении. Из них Лауфрани составил онлайн-словарь эмотиконов, разбитый на отдельные категории: «Классические», «Эмоции», «Флаги», «Праздники», «Развлечения», «Спорт», «Погода», «Животные», «Еда», «Национальности», «Профессии», «Планеты», «Зодиак», «Младенцы». Впервые эти изображения были зарегистрированы в 1997 году в Бюро регистрации авторских прав США, впоследствии эти значки были размещены в виде файлов .gif в Интернете в 1998 году и стали первыми в истории графическими эмотиконами, применяемыми в технологиях.
В 2000 году «Каталог эмотиконов», созданный Лауфрани, был предложен в Интернете для скачивания пользователями на сотовые телефоны с веб-сайта http://smileydictionary.com, на котором было собрано более 1000 графических эмотиконов-смайликов и их ASCII-версий. Этот же каталог впоследствии, в 2002 году, был опубликован в книге, выпущенной издательством Marabout под названием «Dico Smileys».
В 2001 году компания Smiley начала лицензировать права на использование графических эмотиконов Лауфрани при скачивании эмотиконов на сотовые телефоны различными телекоммуникационными компаниями, в числе которых были Nokia, Motorola, Samsung, SFR (vodaphone) и Sky Telemedia.
В 2007 году исследователь из Питтсбургского университета Xin Lee разработал технологию Face Alive Icon, представляющую собой генератор графических эмотиконов из эмоционально нейтральной фотографии конкретного человека.

### Математические смайлики
Здесь в качестве выразительного средства вместо ASCII-арта используется ΤΕΧ-разметка.
{\displaystyle {\begin{matrix}{\overbrace {\bigodot } \overbrace {\bigodot }  \choose \underbrace {\overbrace {\smile } } }\end{matrix}}} — весёлое лицо
{\displaystyle {\begin{matrix}{\overbrace {\bigodot } \overbrace {\bigodot }  \choose \underbrace {\overbrace {\frown } } }\end{matrix}}} — грустное лицо
{\displaystyle {\begin{matrix}\overbrace {\left({\begin{matrix}\bigodot &&\bigodot \\&\bigvee &\end{matrix}}\right)} \\\mathbb {O} \ \mathbb {R} \mathbb {L} \mathbb {Y} \mathbb {?} \end{matrix}}} — O RLY? (Oh, really?)